# Reijo Ruotsalainen
Reijo Ruotsalainen (Oulu, 1º aprile 1960) è un ex hockeista su ghiaccio finlandese.

## Palmarès

### Olimpiadi invernali
- 1 medaglia:
  - 1 argento (Calgary 1988)